# Oche Califa
Oche Califa, seudónimo de Ángel Jorge Califa (Chivilcoy, Buenos Aires, 4 de diciembre de 1955), es un escritor, periodista y editor argentino.
Pertenece a una generación de escritores para niños y jóvenes que comenzó a destacarse en la década del 1970 y principios de la de 1980. Entre ellos se encuentran Laura Devetach, Gustavo Roldán, Graciela Montes, Elsa Bornemann, Graciela Cabal, Ricardo Mariño, Horacio López, Ema Wolf,  Adela Basch y Silvia Schujer. Los aúna la intención de desarrollar una literatura válida en sí misma, no destinada a un papel pedagógico. En esto se vinculan a antecedentes notorios en la Argentina, como los de Horacio Quiroga, Javier Villafañe y María Elena Walsh.
Varios de sus libros son de poesía o la incluyen.

## Trayectoria
Se inició en la literatura y el periodismo en su ciudad natal. A partir de 1978 se radicó en Buenos Aires y comenzó a publicar literatura para niños y notas y entrevistas sobre temas culturales en revistas y diarios. Su primer libro para niños se editó en 1985.  
Fue colaborador de las revistas Billiken y La Hojita, el periódico Acción, el diario Clarín, las revistas Humi y Superhumor y otros medios. A partir de 1990 fue redactor de Humi y luego de la revista Humor Registrado. En 1992 ingresó al diario La Nación donde fue editor del suplemento infantil y, luego, director de la revista La Nación de los Chicos. Entre 1993 y 1994 fue redactor de la revista Vida Silvestre.
En 1999 pasó al campo del libro como director editorial de Oxford UP de Argentina y en 2000 a Ediciones Colihue, como editor general. De 2005 a 2014 fue director general de Depeapá Contenidos Editoriales.
También escribió guiones para televisión, historietas y documentales. 
Ha sido jurado de varios concursos nacionales, entre ellos el de Aspirinetas Arte Infantil (Laboratorio Bayer, durante siete años) y Rincón Gaucho en la Escuela (La Nación, Fundación Cargill y Ministerio de Educación de la Nación, durante cinco años). 
Desde enero de 2015 y hasta mayo de 2021 fue director Institucional y Cultural de la Fundación El Libro y director de la Feria Internacional del Libro de Buenos Aires.

## Obra

### Libros infantiles y juveniles
- En la Colección Pajarito Remendado: La vuelta de Mongorito Flores (relato); Tuti Fruti (cuentos y misceláneas); Esqueleto final (cuentos); Una escuela para crear (cuento).

- Valseado del piojo enamorado (poemas y canciones)

- Cuatro o cinco vueltas por el mundo (cuentos)

- Rimas y bailongos (poemas y canciones)

- El Trébol Azul 7 (Libro para 7.º grado, en coautoría con M. A. Palermo)

- Canciones sin corbata (poemas y canciones)

- Un bandoneón vivo (relatos)

- Superbúsquedas,  Superbúsquedas II, Superlaberintos (entretenimientos, con el dibujante Diego Parés)

- En la colección Cuentos del bosque: Maldragón y el hechizo de la bruja; La olla de Masbrulla; Pieralinda, el hada de las casualidades; Los gnomos y el misterio de las frutillas. Fueron reeditados en un solo volumen bajo el título Cuentos del bosque y los tres primeros bajo el título ¡Hechizos!

- Para escuchar a la tortuga que sueña (poemas, canciones y misceláneas)

- Los tres apuntes de Tim (cuento)

- El zar Saltán y otros romances (versificación de los romances de A. Pushkin tras la traducción literal del ruso por Omar Lobos).

- Diario de un escritor (novela)

- Robinson Crusoe como yo me lo acuerdo (poesía)

- Drácula como yo me lo acuerdo (poesía)

- Cuentos más o menos contados (cuentos)

- ¡Ahijuna! Cuentos y cantos de jinetes americanos (relatos, canciones y recopilaciones)

- Monstruario sentimental (poesía)

- Solo sé que es ensalada (poemas, canciones y misceláneas)

- Canción del astronauta que se olvidó el pijama (poesía y adivinanzas)

- El mejor de los mundos imposibles (cuentos)

- El libro mítico de los porqués (mitos universales)

- Mitos griegos y romanos (mitos)

- Pueblos andinos preincaicos (antropología e historia)

- La boca de las siete lenguas (poemas, canciones y misceláneas)

- En la colección Parques Nacionales, leelos, cuidalos, disfrutalos, los cuentos: Nuestros por naturaleza, La leyenda del viento, Un animal sabedor, Rugido guazú, Las buenas y las malas del aguará guazú, Una conversación mojada, La visita, El misterio de las lanas, Una tarde en el monte chaqueño, El extravío de la taruca, La gran llegada, Una escuela en el agua, El gran desafío, La gran aventura, Alrededor del alerce milenario.

- En la colección Colihue Leyendas, los volúmenes de relatos: Las aventuras del rey Mono y otras leyendas chinas; El rey Arturo, los caballeros de la Mesa Redonda y otras leyendas británicas; Las andanzas de Thor y otras leyendas nórdicas; Los padres de la mandioca y otras leyendas guaraníes; Vida de Rama y otras leyendas de la India; La cueva de la salamanca y otras leyendas del noroeste argentino; Ngurangurane, el hijo del cocodrilo y otras leyendas africanas; Las montañas enamoradas y otras leyendas del México Antiguo; Kitej, la ciudad invisible y otras leyendas rusas; El caballo de Troya y otras leyendas de la Antigua Grecia; La ciudad de bronce y otras leyendas árabes; Los caciques petrificados y otras leyendas de la Patagonia nativa; La hija de la lágrima y otras leyendas brasileñas; La decisión del Gran Manitú y otros mitos del Paraguay; El Luisón, otras leyendas de la pampa argentina.

### Libros para adultos
- Tres mujeres (poemario)

- GrafoVida. Obra de Luis J. Medrano. Coedición con Andrés Cascioli y redacción.

- La revista Humor y la dictadura. Coeditor y redactor con Andrés Cascioli y Juan Carlos Muñiz.

- 30 años de Humor político, de Andrés Cascioli. Redactor y coeditor con el autor.

- La Argentina que ríe, el humor gráfico en las décadas de 1940 y 1950. Redactor y coeditor con Andrés Cascioli.

- Canto rebelde. La canción de protesta en Argentina y América Latina en los 60 y 70.

### Guiones de historietas y de documentales
- Guiones de historietas en la colección Cómic Cultural: Historia de los medios de comunicación: mensajes para todos; Mesopotamia y Egipto antiguos: historia de dos grandes; El agua: ¿qué haríamos sin ella?; 25 de mayo de 1810: el amanecer de la patria; San Martín, un destino americano; La inmigración, los que fueron llegando.

- Para los opcionales del diario Clarín realizó la investigación y el guion (en coautoría con Ignacio Montes de Oca) de los doce documentales Grandes Biografías de los 200 Años, sobre Mariano Moreno, Manuel Belgrano, José de San Martín, Martín Miguel de Güemes, Juan Manuel de Rosas, Juan Bautista Alberdi,  Hipólito Irigoyen, Arturo Frondizi, Juan Domingo Perón, Eva Perón, Raúl Alfonsín.

### Canciones
- Con el músico Enrique Yapor compuso el repertorio de doce canciones infantiles grabadas por el grupo Vocal Resurrección en el CD “Canciones sin corbata”.

- Con el músico Raúl Peña compuso el repertorio de catorce canciones grabado por diversos autores –entre ellos Atilio Reynoso, Patricia Andrade, Gabriel Videla y Néstor Basurto– en el CD “Sin olvido, por los caminos de la milonga”.[8]

- Con la compositora e intérprete Daniela Horovitz compuso el repertorio de diez canciones "Son Mujeres".[9]
- Con el músico Víctor Simón crearon "La Tierra y el Hombre", obra para orquesta sinfónica, coro y solistas, estrenada el 11 de octubre de 2023 en el Auditorio Nacional (Ballena Azul) del Centro Cultural "Néstor Kirchner" por la Orquesta Nacional de Música Argentina "Juan de Dios Filiberto" y el Coro Nacional de Música Argentina, con los solistas María Paula Alberdi (soprano) y Martín Díaz (tenor).

## Premios, distinciones y ediciones especiales
- Valseado del piojo enamorado obtuvo 1° Premio Nacional de Poesía Infantil convocado por la Municipalidad de Morón (1987).

- Un bandoneón vivo obtuvo la distinción Destacados de Alija 2003 en el rubro Cuento.

- El zar Saltán y otros romances obtuvo la distinción Destacados de Alija 2007 en el rubro Poesía.

- Por el Trébol Azul 7 fue destacado, en 2005, por la Editorial Aique-Larousse como uno de los 20 autores paradigmáticos en los veinte años del sello.

- Los tres apuntes de Tim fue editado por el Ministerio de Educación de la Nación en el marco del Plan Nacional de Lectura (2004 a 2009). También tiene una edición en portugués para la Campaña MERCOSUR Lee.

- Los cuentos dedicados a los parques nacionales fueron editados por el Ministerio de Educación de la Nación y la Administración de Parques Nacionales en el marco del Plan Nacional de Lectura (2007).

- Para escuchar a la tortuga que sueña tiene, además de la argentina, una edición del Ministerio de Educación de México, que adquirió los derechos para su Plan Nacional de Lectura (2009). También fue adquirido por el Plan Nacional de Lectura del ministerio argentino y por la Comisión Nacional de Bibliotecas Populares (Conabip).

- En 2012 se lo designó Ciudadano Ilustre de la Ciudad de Chivilcoy.[10]